# Mussen (Münchberg)
Mussen ist ein Gemeindeteil der Stadt Münchberg im Landkreis Hof (Oberfranken, Bayern). Das heute 58 Einwohner zählende Dorf wurde erstmals 1317 im Hennebergischen Lehensverzeichniss erwähnt. Gegründet wurde Mussen bereits vor 1007. Das geht aus den Würzburger Altzehnten hervor. Zwischen 1837 und 1978 war das Dorf Gemeindeteil der Gemeinde Mechlenreuth. Mit der Gebietsreform in Bayern wurde Mussen in die Stadt Münchberg eingegliedert. Mussen ist die nachweisbar älteste Siedlung im ehemaligen Landkreis Münchberg.

## Geographie

### Geographische Lage

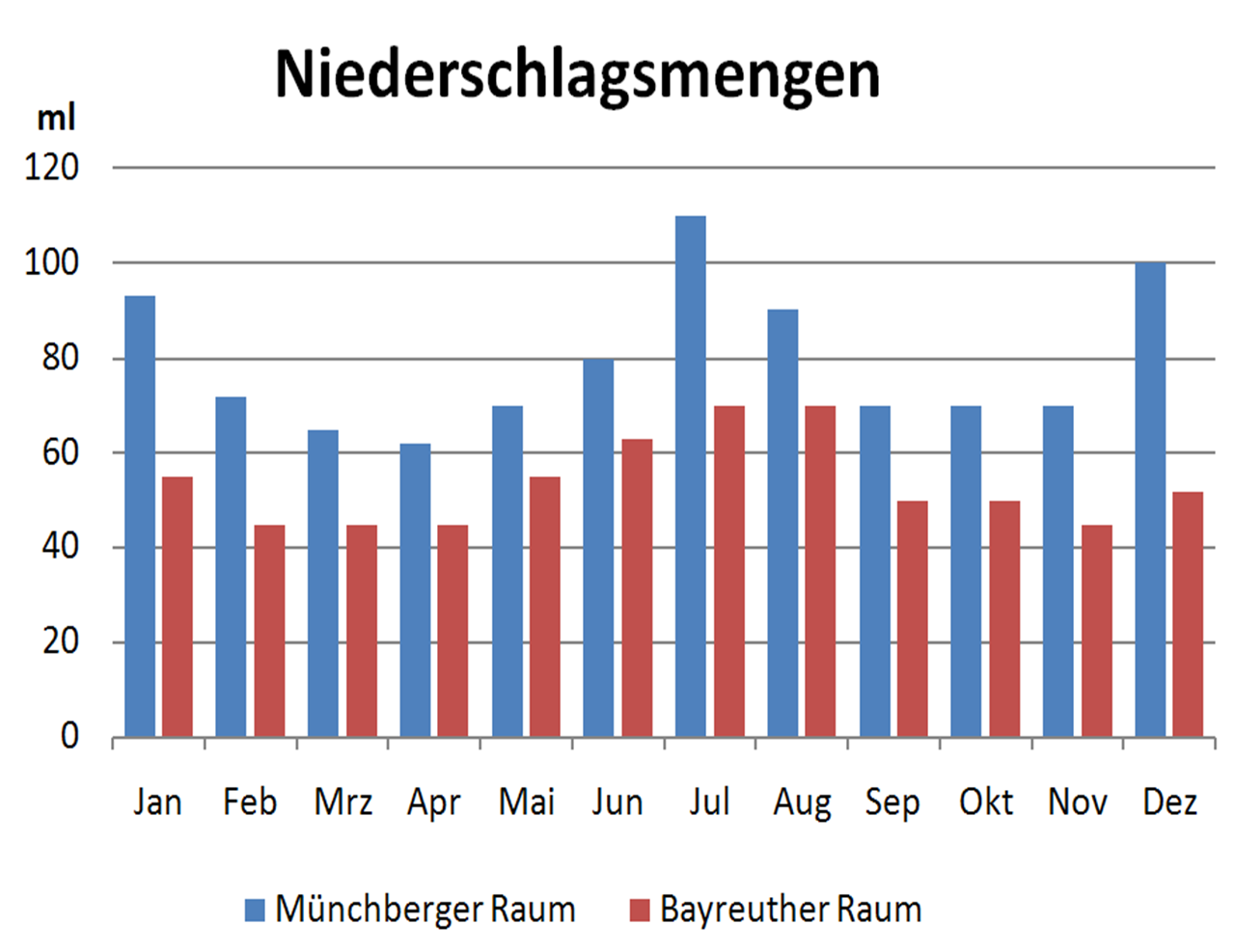
Niederschlagsmengen im Münchberger und im Bayreuther Raum

Mussen (550 m ü. NHN) liegt an der Bundesstraße 2 bei Kilometer 117 zwischen Münchberg und Gefrees und ca. 1,5 Kilometer südlich der Münchberger Stadtgrenze. Die umgebenden Ortschaften sind im Uhrzeigersinn, im Norden beginnend, Münchberg, Mechlenreuth, Kleinlosnitz, Schweinsbach, Biengarten und Straas. An das Dorf schließen sich nördlich der Eisenbühl und nordöstlich der Kapellenberg an. Von West nach Ost durchfließt der Mussenbach das Dorf.

### Klima
Das recht raue Klima im Münchberger Land beruht auf der Höhenlage. Es zeichnet sich durch hohe Niederschlagsmengen in Verbindung mit niedrigen Temperaturen aus. Die Jahresmitteltemperatur liegt bei nur 5–6 °C, während diese im nahen Bayreuth bereits bei 7–8 °C liegt. Die mittlere Lufttemperatur der Vegetationsperiode liegt bei 12–13 °C (15–16 °C in Bayreuth). Die mittlere jährliche Niederschlagsmenge liegt bei 900–1000 Millimeter (600–700 Millimeter in Bayreuth).

### Geologie
Das Dorf liegt auf der Münchberger Gneismasse zwischen dem granithaltigen Fichtelgebirge und dem Frankenwald, der aus paläozoischen Schiefermassen besteht. Die Zusammensetzung des Gneises ähnelt der des Granits, hat jedoch im Gegensatz zu ihm einen schieferigen Aufbau. Neben einigen kleineren Bestandteilen setzt er sich hauptsächlich aus Feldspat, Quarz und Glimmer zusammen. Neben Gneis finden sich auch noch andere Gesteine wie Amphibolit oder Phyllit.
Die Verwitterungsprodukte bilden sandige, saure und nährstoffarme Lehmböden. Diese basenarmen, silikatischen Böden sind für die Landwirtschaft nicht besonders gut geeignet. Im Gegensatz zu den Böden im Fichtelgebirge oder im Frankenwald ist die Landwirtschaft aber noch relativ ertragreich. Daher wird in der Mussener Flur hauptsächlich Landwirtschaft betrieben. Auf einer Hunderter-Skala liegen die Erträge bei ca. 27 bis 36 für Ackerflächen und 26 bis 34 für Grünflächen. Damit sind die Böden sogenannte Viertel- bis Drittelböden. Da im Mussenbachtal im Allgemeinen sumpfige Böden zu finden sind, liegen die Häuser etwas abgesetzt auf einer Terrasse von festeren Gesteinen.

## Geschichte

### Namensentwicklung
Über die Namensentwicklung bestehen verschiedene Theorien. E. Schwarz geht davon aus, dass der Name Mussen vom slawischen Wort für Moos abstammt. A. Bach hingegen nimmt an, dass der Name vom althochdeutschen Wort mussea abgeleitet ist, was so viel wie Sumpfwiese bedeutet. Beide Varianten lassen auf eine Siedlung an sumpfiger Stelle schließen, wie sie im Mussenbachtal gegeben ist.
1317 wurde das Dorf „Muzzea“ genannt, 1328 hieß es „Muschen“. 1361 wurde es bereits mit seinem heutigen Namen erwähnt wurde. 1384 erschien der Name „Musse“ und im Jahr 1421 wieder der Name „Muschen“.

### Geschichte von Mussen

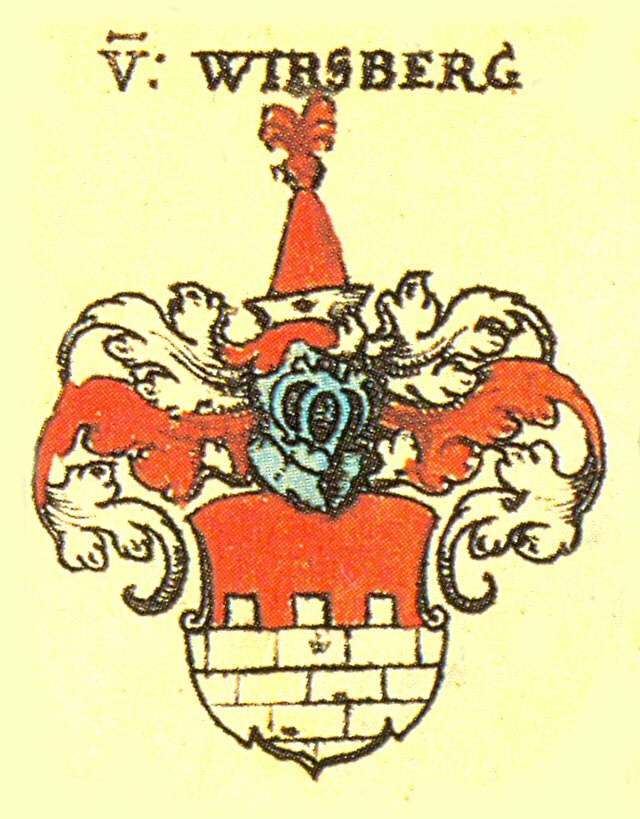
Wappen der Familie von Wirsberg nach Johann Siebmachers Wappenbuch

Bis etwa zur Jahrtausendwende war der ostfränkische Raum Teil des Bistums Würzburg. Mit Gründung der Diözese Bamberg im Jahre 1007 kam dieses Gebiet, das in etwa die Größe des heutigen Oberfrankens hatte, nach Bamberg. Aus den sogenannten Würzburger Altzehenten geht hervor, dass der Würzburger Bischof vertraglich alle Zehnten behalten durfte, die er vor 1007 bezogen hatte. Der Bischof von Bamberg sollte alle Zehnten bekommen, die nach 1007 angelegt wurden. 1303 war das Dorf noch als Lehen des Bischofs von Würzburg in den Händen des Heinrich von Wirsberg, dies zeigt, dass Mussen bereits um 1007 bestanden haben muss, da sonst der Bischof von Würzburg über keine Besitzrechte verfügt hätte.
Später muss Mussen an den Grafen von Henneberg verkauft worden sein, der 1317 wieder Heinrich von Wirsberg mit dem Dorf belehnte. Wann Mussen an die Herren von Sparneck überging, ist nicht belegt. 1328 und 1355 wurde den Burggrafen Friedrich IV. (1328) und Johann II. (1355) von Nürnberg durch die deutschen Könige das Recht zugesprochen, einige Dörfer, darunter auch Mussen, zu Städten auszubauen und ihnen das Nürnberger Stadtrecht zu erteilen. Bei Mussen selbst wurde dieses Recht nie genutzt. Mögliche Gründe dafür waren wohl die Nähe zur Stadt Münchberg, mit der Mussen niemals hätte konkurrieren können oder auch die Tatsache, dass Münchberg bald selbst den Burggrafen von Nürnberg gehörte.
1490 verkauften die Sparnecker Teile des Dorfes an Markgraf Siegmund vom Fürstentum Bayreuth. Die Güter gehörten zum Amt Münchberg. 1563 verkaufte man zwei weitere Güter, die dem Amt Stockenroth zugeordnet wurden. Ein verbleibender Hof ging an das Stiftkastenamt Himmelkron. Mussen gehörte nun geschlossen zum Fürstentum Bayreuth. 1680 wurde durch Markgraf Christian Ernst die Gerichtsbezirke Münchberg, Stockenroth und Hallerstein in das neu gegründete Oberamt Münchberg-Stockenroth eingegliedert. Dieses Oberamt blieb allerdings nicht lange bestehen. 1769 erlosch die Bayreuther Markgrafenlinie. Das Fürstentum ging an Markgraf Karl Alexander von Ansbach, der 1779 das Oberamt in die Landeshauptmannschaft Hof eingliederte.

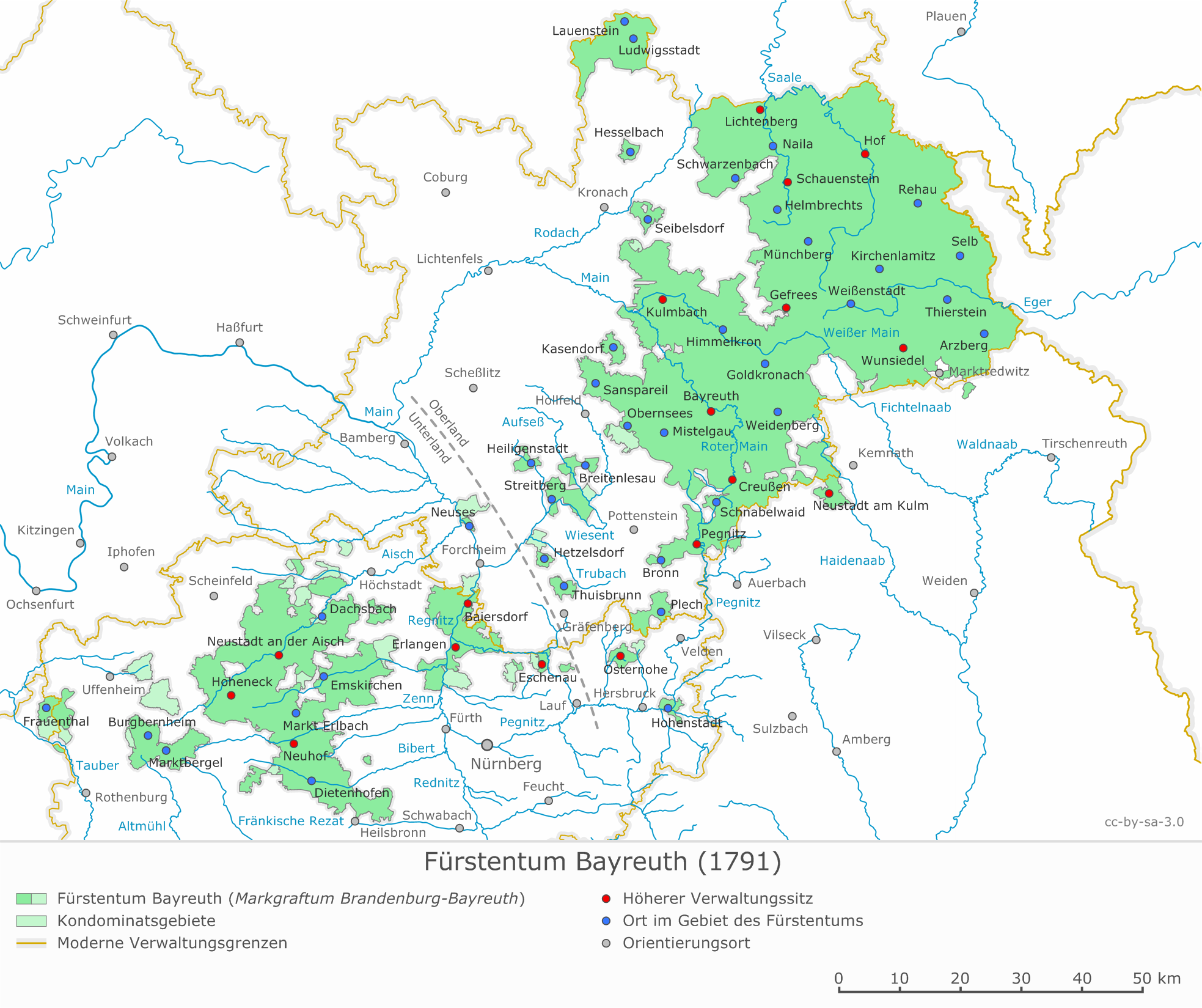
Fürstentum Bayreuth 1791 vor dem Geheimvertrag mit Friedrich Wilhelm II. von Preußen

1791 schloss dieser mit dem preußischen König Friedrich Wilhelm II. einen Geheimvertrag, mit dem er für 300.000 Gulden Jahresrente auf seine beiden fränkischen Fürstentümer verzichtete. 1792 kamen die Fürstentümer offiziell zum Königreich Preußen. Als neuer Verwalter wurde Freiherr von Hardenberg bestimmt. Hardenberg gliederte die Fürstentümer nach preußischem Vorbild um. Aus dem ehemaligen Fürstentum Bayreuth wurden sechs Kreise mit je sechs Kammerämtern gebildet. Mussen gehörte zum Kammeramt Münchberg im Kreis Hof. Das Kammeramt umfasste die ehemaligen Kastenämter Münchberg, Hallerstein, Stockenrot und die Amtsvogtei Helmbrechts.
Die preußische Herrschaft dauerte nicht lange. Während des Vierten Koalitionskrieges drangen Napoleons Truppen am 8. Oktober 1806 unter General Bogislav von Tauentzien auf ihrem Vormarsch nach Nordosten ins Münchberger Gebiet ein. Ab dem 9. Oktober des gleichen Jahres stand das Fürstentum Bayreuth und damit auch Mussen unter französischer Militärverwaltung. Im Frieden von Tilsit wurde das Königreich Preußen zum Verzicht auf seine fränkischen Fürstentümer gezwungen. Am 28. Februar 1810 wurde die ehemals Preußische Provinz Bayreuth durch einen Staatsvertrag zwischen Frankreich und dem Königreich Bayern politisch, wirtschaftlich und finanziell in Bayern eingliedert.

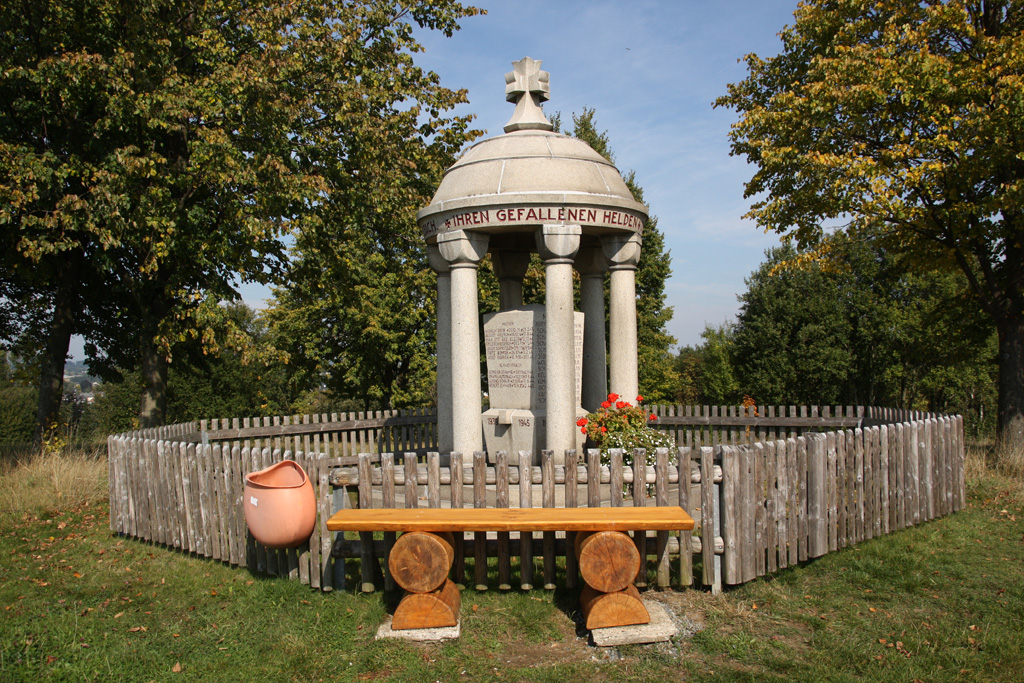
Kriegerdenkmal der ehemaligen Gemeinde Mechlenreuth zu Ehren ihrer Gefallenen im Ersten und Zweiten Weltkrieg nahe Mechlenreuth auf dem Kapellenberg

Von 1818 bis 1837 gehörte Mussen neben den Dörfern Kleinlosnitz, Großlosnitz, Lösten, Schweinsbach, Mechlenreuth und Schnackenhof zur Distriktsgemeinde Kleinlosnitz. Ab dem Jahr 1837 bildeten Mechlenreuth, Mussen und Schweinsbach die  Gemeinde Mechlenreuth. Im Ersten Weltkrieg fielen sechs Männer. 1918 brach die Monarchie im Rahmen der allgemeinen Novemberunruhen in Deutschland zusammen. Am 8. November 1918 wurde Bayern als Freistaat ausgerufen. Im Zweiten Weltkrieg fielen ebenfalls sechs Männer, einer wurde als vermisst gemeldet.
Anlässlich der Kreisgebietsreform in Bayern wurde der Landkreis Münchberg am 1. Juli 1972 in den Landkreis Hof eingegliedert. Mit der Auflösung der Gemeinde Mechlenreuth am 1. Mai 1978 wurden Schweinsbach, Mechlenreuth und Mussen in die Stadt Münchberg eingegliedert.

### Einwohnerentwicklung

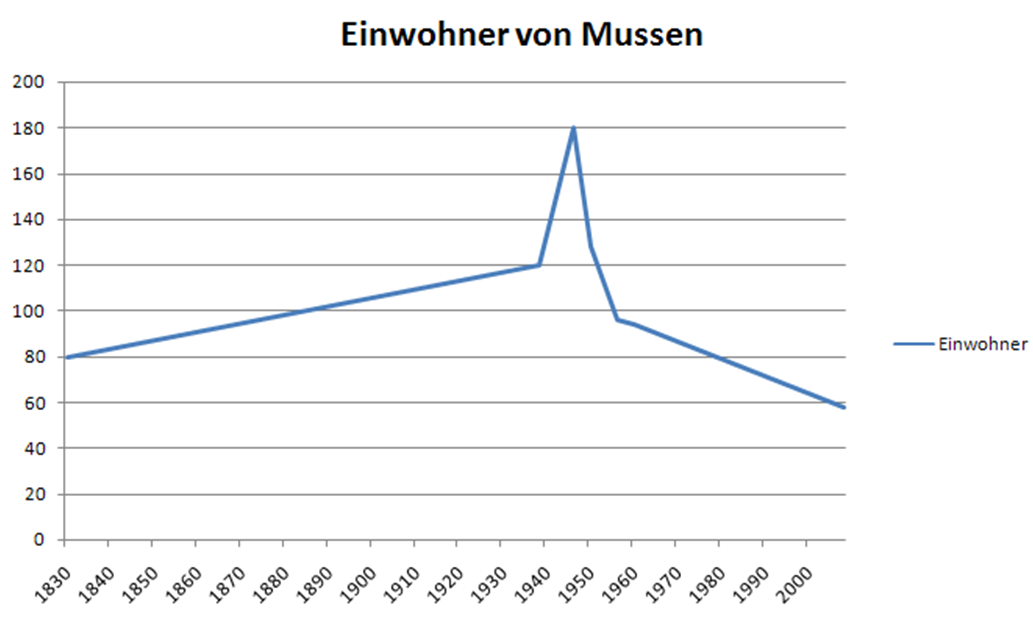
Einwohnerentwicklung der Jahre 1830 bis 2007

Die erste bekannte Einwohnerzählung aus dem Jahre 1790 gibt 68 Einwohner in Mussen an. Weitere Einwohnerdaten für den Ort finden sich hauptsächlich für die Jahre ab 1830. 1964 ist eine deutliche Spitze der Einwohnerzahlen durch Flüchtlinge aus dem Zweiten Weltkrieg zu erkennen.

## Kultur und Sehenswürdigkeiten

### Verein

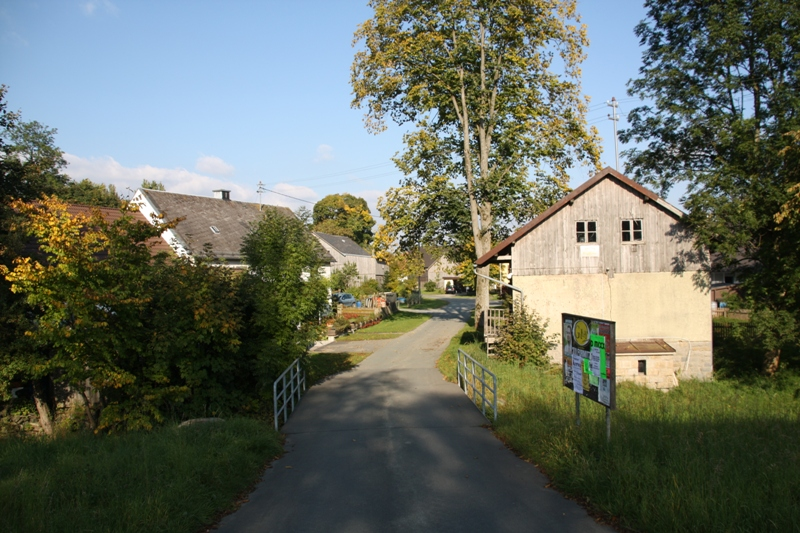
Ortskern von Mussen

Die Freiwillige Feuerwehr in Mussen wurde 1876 als Gemeinschaftswehr Mussen-Schweinsbach gegründet. 1967 wurden daraus die Freiwillige Feuerwehren Mussen und Schweinsbach.

## Wirtschaft und Infrastruktur

### Verkehr
Zu erreichen ist Mussen über die Bundesstraße 2, die durch das Dorf verläuft, oder die BAB 9 Ausfahrt (36) Münchberg-Süd über die Dörfer Biengarten und Schweinsbach. Weiterhin gibt es eine Gemeindeverbindungsstraße nach Mechlenreuth und einen Feldweg in die Hintere Höhe. Die einzigen öffentlichen Verkehrsanbindungen sind die Buslinie Hof
– Bayreuth und das Anruf-Sammeltaxi. Der nächste Flugplatz ist der Verkehrslandeplatz Hof-Plauen.